# Johan Van Herck
Johan Van Herck, né le 24 mai 1974 à Herentals, est un joueur de tennis belge, professionnel de 1993 à 2001.

## Carrière
Champion de Belgique en 1996, Johan Van Herck est classé n°2 belge en 1997 et 1998. Il réalise cette année-là son meilleur résultat en Grand Chelem en éliminant le n°4 mondial Greg Rusedski au premier tour à Roland-Garros. Il est battu au 3e tour par Jens Knippschild alors qu'il menait 6-2, 6-0, 3-1 (2-6, 6-0, 7-66, 6-4, 6-2). Jamais finaliste sur le circuit ATP, il a toutefois disputé quatre demi-finales à Copenhague et Palerme en 1996, et à Coral Springs en 1997 et 1998. Il totalise par ailleurs huit titres sur le circuit secondaires.
Il a fait partie de l'équipe de Belgique de Coupe Davis en tant que joueur de 1995 à 1999. En huit sélections, il compte une victoire sur Cédric Pioline par abandon en 1997 et a participé au quart de finale contre les États-Unis en 1998. Il met fin à sa carrière en 2001 en raison d'une blessure persistante au dos.
Il occupe depuis 2011 le poste de capitaine de l'équipe belge de Coupe Davis et depuis 2019 celui de capitaine de l'équipe belge de Fed Cup. En 2023, il annonce qu'il effectuera sa dernière saison à la tête des sélections nationales. Il est toutefois prématurément démis de ses fonctions en février après un échec de l'équipe masculine en barrages du groupe mondial. Durant son capitanat, l'équipe de Coupe Davis a atteint la finale de la compétition à deux reprises en 2015 et 2017.

## Palmarès

### Titres en tournoisChallenger(8)
- 1995 :  Ostende,  Montauban,  Mendoza
- 1996 :  Stockholm
- 1997 :  Brest,  Birmingham,  Bermudes
- 2000 :  Tampere

## Parcours dans les tournois duGrand Chelem

### En simple
| Année | Open d'Australie | Open d'Australie | Internationaux de France | Internationaux de France | Wimbledon       | Wimbledon       | US Open         | US Open         |
| ----- | ---------------- | ---------------- | ------------------------ | ------------------------ | --------------- | --------------- | --------------- | --------------- |
| 1995  | —                | —                | 2e tour (1/32)           | Adrian Voinea            | —               | —               | 1er tour (1/64) | Sergi Bruguera  |
| 1996  | 1er tour (1/64)  | Jim Courier      | 1er tour (1/64)          | Francisco Clavet         | 1er tour (1/64) | D. Rostagno     | —               | —               |
| 1997  | 1er tour (1/64)  | Peter Tramacchi  | 1er tour (1/64)          | Sergi Bruguera           | 1er tour (1/64) | Sargis Sargsian | 2e tour (1/32)  | John van Lottum |
| 1998  | 1er tour (1/64)  | David Prinosil   | 3e tour (1/16)           | J. Knippschild           | 1er tour (1/64) | D. Sanguinetti  | —               | —               |

N.B. : à droite du résultat se trouve le nom de l'ultime adversaire.